# Éparchie de l'Assomption-de-la-Bienheureuse-Vierge-Marie de Strumica-Skopje
L’éparchie de l’Assomption-de-la-Bienheureuse-Vierge-Marie de Strumica-Skopje est l’unique juridiction de l’Église grecque-catholique macédonienne. Son siège est à Strumica en Macédoine du Nord.

## Territoire
L'éparchie est destinée aux fidèles catholiques de rite byzantin de Macédoine.
Les fidèles catholiques latins en Macédoine relèvent du diocèse de Skopje (en).

## Histoire
L'exarcat pour les fidèles de rite grec-catholique résidents dans la Macédoine du Nord est créé le 11 janvier 2001 à partir de l'éparchie de Križevci. Le 31 mai 2018, il est transformé en éparchie sous le vocable de l'Assomption de la bienheureuse Vierge Marie. Elle relève immédiatement du Saint-Siège. Elle est membre de la Conférence épiscopale internationale des saints Cyrille et Méthode.

## Cathédrale
La cathédrale Notre-Dame-de-l’Assomption de Strumica, dédiée à l'Assomption de Marie, est la cathédrale de l'éparchie.

## Ordinaires

### Exarches apostoliques
- 1883-1895 : Lazzaro Mladenoff[2]
- 1895-1922 : Epifanio Scianow[3]
- 2001-2005 : Joakim Herbut[4]
- 2005-2018 : Kiro Stojanov[5]

### Eparques
- Kiro Stojanov (depuis le 31 mai 2018